# John Dunmore Lang
John Dunmore Lang (25 août 1799 – 8 août 1878), était un pasteur presbytérien, écrivain, et homme politique australien. Il fut le premier personnage célèbre à demander l'indépendance de l'Australie ainsi qu'une république australienne. 

## Jeunesse
Lang est né près de Greenock dans l'Inverclyde en Écosse. Il était le fils ainé de William Lang et de Mary Dunmore. Son père était un petit propriétaire terrien et sa mère une femme très pratiquante qui souhaita dès son plus jeune âge voir son fils devenir pasteur de l'Église d'Écosse. Il passa son enfance près de Largs puis fit ses études à l'Université de Glasgow où il fut un étudiant brillant, remportant de nombreux prix et obtenant une maîtrise de Lettres (Master of Arts) en 1820. Son frère, George, avait trouvé un emploi en Nouvelle-Galles du Sud et Lang décida de le rejoindre. Il fut ordonné par le consistoire presbytérien d'Irvine le 30 septembre 1822. Il arriva à Sydney le 23 mai 1823 et devint le premier pasteur presbytérien de Nouvelle-Galles du Sud. C'est sur le chemin du retour du second des neuf voyages qu'il fit pour revenir en Grande-Bretagne qu'il épousa au Cap sa cousine âgée de 18 ans. Ils restèrent ensemble 47 ans et eurent dix enfants.